# Nazionale femminile di football americano della Germania
La nazionale di football americano femminile della Germania è la selezione maggiore femminile di football americano della Federazione Tedesca di American Football che rappresenta la Germania nelle varie competizioni ufficiali o amichevoli riservate a squadre nazionali.

## Risultati
Legenda: Grassetto: Risultato migliore, Corsivo: Mancate partecipazioni

## Dettaglio stagioni

### Tornei

#### Mondiali
| Stagione | regular season | regular season | regular season | regular season | regular season | regular season | playoff | playoff | playoff | playoff | playoff | playoff      | playoff    |
|          | Vin            | Par            | Per            | Tot            | PF             | PS             | Vin     | Per     | Tot     | PF      | PS      | risultato    | avversaria |
| -------- | -------------- | -------------- | -------------- | -------------- | -------------- | -------------- | ------- | ------- | ------- | ------- | ------- | ------------ | ---------- |
| 2010     | 1              | 0              | 1              | 2              | 28             | 20             | 0       | 1       | 1       | 18      | 26      | Quarto posto | Finlandia  |
| 2013     | 1              | 0              | 1              | 2              | 32             | 121            | 0       | 1       | 1       | 19      | 20      | Quarto posto | Finlandia  |
| 2022     | -              | -              | -              | -              | -              | -              | 1       | 2       | 3       | 6       | 91      | Sesto posto  | Messico    |
| Totale   | 2              | 0              | 2              | 4              | 60             | 141            | 1       | 4       | 5       | 43      | 137     |              |            |

Fonte: americanfootballitalia.com

#### Europei
| Stagione | regular season | regular season | regular season | regular season | regular season | regular season | playoff | playoff | playoff | playoff | playoff | playoff     | playoff    |
|          | Vin            | Par            | Per            | Tot            | PF             | PS             | Vin     | Per     | Tot     | PF      | PS      | risultato   | avversaria |
| -------- | -------------- | -------------- | -------------- | -------------- | -------------- | -------------- | ------- | ------- | ------- | ------- | ------- | ----------- | ---------- |
| 2015     | 1              | 0              | 1              | 2              | 28             | 29             | 1       | 0       | 1       | 26      | 7       | Terzo posto | Austria    |
| Totale   | 1              | 0              | 1              | 2              | 28             | 29             | 1       | 0       | 1       | 26      | 7       |             |            |

#### AFVD International Ladies Bowl
| Stagione | regular season | regular season | regular season | regular season | regular season | regular season | playoff | playoff | playoff | playoff | playoff | playoff     | playoff    |
|          | Vin            | Par            | Per            | Tot            | PF             | PS             | Vin     | Per     | Tot     | PF      | PS      | risultato   | avversaria |
| -------- | -------------- | -------------- | -------------- | -------------- | -------------- | -------------- | ------- | ------- | ------- | ------- | ------- | ----------- | ---------- |
| 2011     | -              | -              | -              | -              | -              | -              | 1       | 0       | 1       | 34      | 0       | Campionesse | Finlandia  |
| Totale   | -              | -              | -              | -              | -              | -              | 1       | 0       | 1       | 34      | 0       |             |            |

### Riepilogo partite disputate
| Anno           | Luogo             | Evento                         | Fase del torneo          | Incontro                 | Risultato |
| 29 giugno 2010 | Stoccolma         | Mondiale                       | Girone                   | Germania - Svezia        | 14 - 0    |
| 1º luglio 2010 | Stoccolma         | Mondiale                       | Girone                   | Canada - Germania        | 20 - 12   |
| 3 luglio 2010  | Stoccolma         | Mondiale                       | Finale 3º - 4º posto     | Finlandia - Germania     | 26 - 18   |
| 28 agosto 2011 | Monaco di Baviera | AFVD International Ladies Bowl |                          | Germania - Finlandia     | 34 - 0    |
| 2 luglio 2013  | Vantaa            | Mondiale                       | Girone                   | Svezia - Germania        | 14 - 25   |
| 4 luglio 2013  | Vantaa            | Mondiale                       | Girone                   | Germania - Stati Uniti   | 7 - 107   |
| 6 luglio 2013  | Vantaa            | Mondiale                       | Finale 3º - 4º posto     | Finlandia - Germania     | 20 - 19   |
| 2 agosto 2015  | Granada           | Europeo                        | Girone                   | Germania - Gran Bretagna | 6 - 17    |
| 6 agosto 2015  | Granada           | Europeo                        | Girone                   | Germania - Svezia        | 22 - 12   |
| 8 agosto 2015  | Granada           | Europeo                        | Finale 3º - 4º posto     | Austria - Germania       | 7 - 26    |
| 30 luglio 2022 | Vantaa            | Mondiale                       | Quarti di finale         | Stati Uniti - Germania   | 63 - 0    |
| 3 agosto 2022  | Vantaa            | Mondiale                       | Semifinale 5º - 8º posto | Svezia - Germania        | 0 - 6     |
| 7 agosto 2022  | Vantaa            | Mondiale                       | Finale 5º - 6º posto     | Messico - Germania       | 28 - 0    |
| 28 maggio 2023 | Solingen          | Europeo                        | Turno 2                  | Germania - Gran Bretagna | 23 - 22   |
| 26 agosto 2023 | Calatayud         | Europeo                        | Turno 3                  | Spagna - Germania        | 8 - 6     |
| 25 maggio 2024 | Vantaa            | Europeo                        | Turno 5                  | Finlandia - Germania     | 20- 0     |

## Confronti con le altre Nazionali
Questi sono i saldi della Germania nei confronti delle Nazionali incontrate.

### Saldo positivo
| Nazionale | Giocate | Vinte | Pareggiate | Perse | PF | PS | Ultima vittoria | Ultimo pari | Ultima sconfitta |
| --------- | ------- | ----- | ---------- | ----- | -- | -- | --------------- | ----------- | ---------------- |
| Svezia    | 4       | 4     | 0          | 0     | 67 | 26 | 2022            | -           | -                |
| Austria   | 1       | 1     | 0          | 0     | 26 | 7  | 2015            | -           | -                |

### Saldo in pareggio
| Nazionale     | Giocate | Vinte | Pareggiate | Perse | PF | PS | Ultima vittoria | Ultimo pari | Ultima sconfitta |
| ------------- | ------- | ----- | ---------- | ----- | -- | -- | --------------- | ----------- | ---------------- |
| Gran Bretagna | 2       | 1     | 0          | 1     | 29 | 39 | 2023            | -           | 2015             |

### Saldo negativo
| Nazionale   | Giocate | Vinte | Pareggiate | Perse | PF | PS  | Ultima vittoria | Ultimo pari | Ultima sconfitta |
| ----------- | ------- | ----- | ---------- | ----- | -- | --- | --------------- | ----------- | ---------------- |
| Finlandia   | 4       | 1     | 0          | 3     | 71 | 66  | 2011            | -           | 2024             |
| Spagna      | 1       | 0     | 0          | 1     | 6  | 8   | -               | -           | 2023             |
| Canada      | 1       | 0     | 0          | 1     | 12 | 20  | -               | -           | 2010             |
| Messico     | 1       | 0     | 0          | 1     | 0  | 28  | -               | -           | 2022             |
| Stati Uniti | 2       | 0     | 0          | 2     | 7  | 170 | -               | -           | 2022             |

## Roster storici
| Roster della Germania - Mondiale 2022 |
| --- |
| Quarterback - 9 Jennifer Wollmann - 11 Silvana Friese - 22 Mona Stevens Running Back - 4 Cally Wordel - 24 Susanne Erdmann - 28 Juliane Gruschka - 36 Caroline Jankowski - 42 Annalena Welter Wide Receiver - 2 Dana Rebar - 12 Anja Treiber - 13 Lisa Vogt - 16 Ellen Ries - 26 Pia Schwarz - 85 Julie Hollerbaum - 88 Gina de Gavarelli Offensive Linemen - 52 Julia Niederhofer - 56 Maria Wöhnl - 57 Anna Schwarzburg - 60 Svenja Horn - 62 Beatrix Stade - 71 Lisa Schiffmann - 77 Claudia Hedergott - 79 Lara Mayr Defensive Linemen - 5 Vanessa Carmesin - 44 Anna-Lena Kronenberg - 59 Tania Bachmann - 90 Susi Willburger - 92 Alina Voigt - 95 Nina Risser - 99 Jessica Oehmke Linebacker - 18 Leonie Stockmann - 21 Vera Mössinger - 25 Marie Linke - 40 Alissa Oehmke - 45 Karen Weiß - 47 Frederike Seibert - 49 Stepanida Chepkasova - 58 Jana Maria Hähnlein Defensive Back - 8 Laura-Elisa Biele - 14 Isabel Wower - 87 Sabine Wagner - 23 Carina Liebenthal - 27 Dora Jung - 33 Laura Pfeffer - 82 Zoe Song Special Team Roster aggiornato al 19 novembre 2024 Coaching staff HC Tom Balkow · OC/QB Matthias Preßler · Asst. QB Marco Schottstädt · DC/LB Imke Steinmöller · Asst. LB Julia Oberdörster · WR Jona Winkel · Asst. WR Johanna Frankenberg · RB Björn Warnstedt · Asst. RB Marc Gruben · OL Oona Rüster · Asst. OL Oliver Duchene · DL Patrick Nause · Asst. DL Tom Lemmer · DB Michael Löffler · Asst. DB Stephan Schmidt |

| Roster della Germania - Finlandia-Germania Europeo 2023-2024 |
| --- |
| Quarterback - 11 Silvana Friese - 22 Mona Stevens Running Back - 20 Dinah Naegele - 42 Annalena Welter - 49 Franziska Wingensiefen Wide Receiver - 2 Dana Rebar - 13 Tabea Ulfig - 16 Hannah Reineman - 82 Julia Bargiel - 85 Maike Barnebeck - 88 Gina de Gavarelli Tight End - 1 Annika Wienecke - 7 Victoria Zimmermann - 87 Marina Eggel Offensive Linemen - 52 Julia Niederhofer - 54 Birte Steinhöfel - 55 Anna Schwarzburg - 57 Christina Utzinger - 60 Svenja Horn - 62 Lena Muller - 71 Janina Blaumeiser - 77 Pia Leya - 79 Mona Struckmann Defensive Linemen - 5 Imme Wendrich - 18 Lisa Hesse - 44 Anna-Lena Kronenberg - 45 Frederike Ostendorp - 53 Celly Port - 90 Nele Mayr - 92 Alina Voigt - 99 Barbara Gierens Linebacker - 15 Hanna Gandowitz - 30 Maria Schubert - 33 Laura Pfeffer - 40 Pia Engelbrecht - 43 Melina Locher - 58 Jana Maria Hähnlein Defensive Back - 3 Sophia Haller von Hallerstein - 8 Laura-Elisa Biele - 8 Anne Streil - 14 Isabel Wower - 17 Corinna Gladbach - 24 Pia Mende - 35 Jennifer Gerndt - 56 Anne Lanz Special Team Roster aggiornato al 20 novembre 2024 Coaching staff HC Sebastian Ayernschmalz · WR Johanna Frankenberg · OL Tom Lemmer · AC Thomas Petersen · DB Lena Sommer · LB Jessica Eckhardt · ST Marc Gruben · RB Christiane Muller · DC Alexander Schöck · OC Simon Ulfig · |